# Тимонино (Наро-Фоминский район)
Тимонино — деревня в городском поселении Апрелевка Наро-Фоминского района Московской области России. Население — 11 жителей на 2006 год), в деревне расположен спортивный клуб СК "ФЕТиС" (Физкультурное Единство Тактики и Стратегии), числятся 1 улица и 4 садовых товарищества. До 2006 года Тимонино входило в состав Петровского сельского округа
Деревня расположена в северо-восточной части района, примерно в 22 км от Наро-Фоминска, высота центра деревни над уровнем моря 207 м. Ближайшие населённые пункты — Жёдочи в 2 км на юго-запад и Каменка Троицкого административного округа — в 2,5 км на восток.